# Slangenkruid
Slangenkruid (Echium vulgare) is een een-, twee- of meerjarige plant uit de ruwbladigenfamilie (Boraginaceae). In Nederland komt de plant vooral voor in kalkrijke duinen, op warme, iets bemeste zandgrond. Hierbuiten is het een zeldzame plant, vooral in noordoostelijk Nederland.
In Europa loopt het verspreidingsgebied van Midden-Scandinavië tot Spanje. In Noord-Amerika is de plant ingevoerd.

## Fauna
De plant is een waardplant voor Cynaeda dentalis (enige waardplant), Coleophora onosmella, Coleophora pennella, distelvlinder (Cynthia cardui), Ethmia bipunctella, Lobesia abscisana, Lobesia artemisiana, Tinagma balteolella, Tinagma ocnerostomella en het motvlindertje Douglasia ocnerostomella .
Slangenkruid wordt bestoven door honingbijen, hommels en door wilde bijen als de andoornbij, geelgespoorde houtmetselbij, gouden metselbij (Osmia aurulenta), grote wolbij (Anthidum manicatum), kleine wolbij (Anthidium punctatum ), nepetabij (Anthophora quadrimaculata), slangenkruidbij (Osmia adunca), witte rouwbij (Melecta luctuosa) en zwaluwbij (Osmia anthocopoides).

## Plantensociologie
Slangenkruid is een kensoort van de slangenkruid-associatie (Echio-Verbascetum).

## Gebruik
Volgens de lijfarts van de Romeinse keizer Nero, Dioscorides, helpt de wortel, indien met wijn gedronken, tegen slangenbeten.
De wortel is in het verleden gebruikt als basis voor rode verf. De plant bevat pyrrolizidine alkaloïden en dient daarom niet gegeten te worden. Het sap wordt als fytofarmaceutisch middel wel toegepast in kompressen bij steenpuisten.

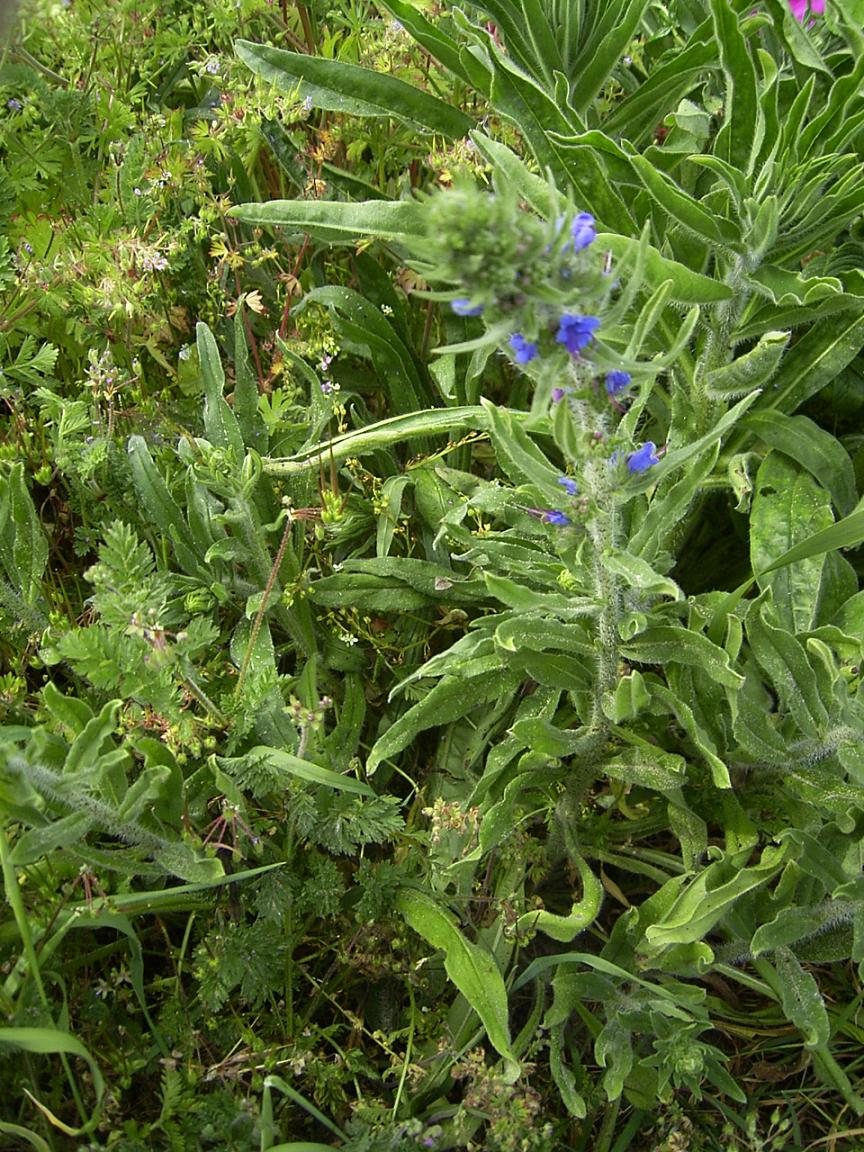
overzicht
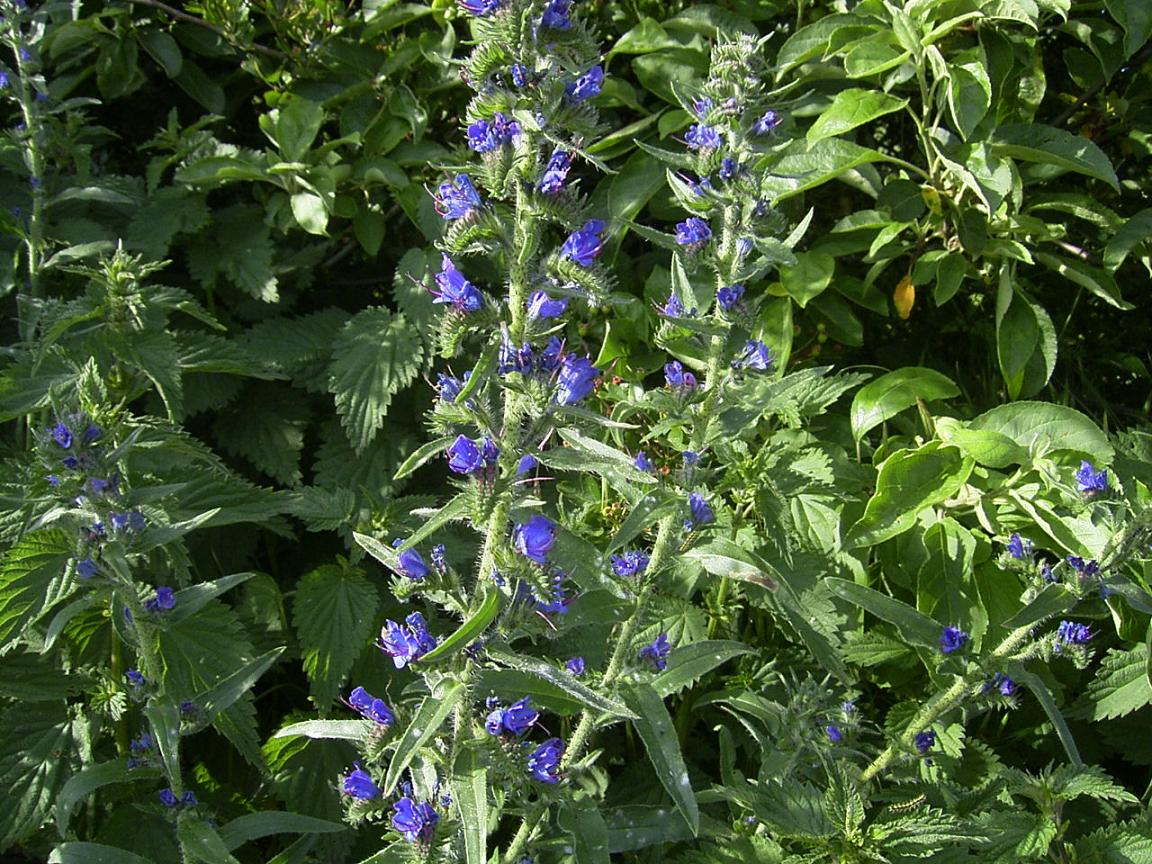
plant
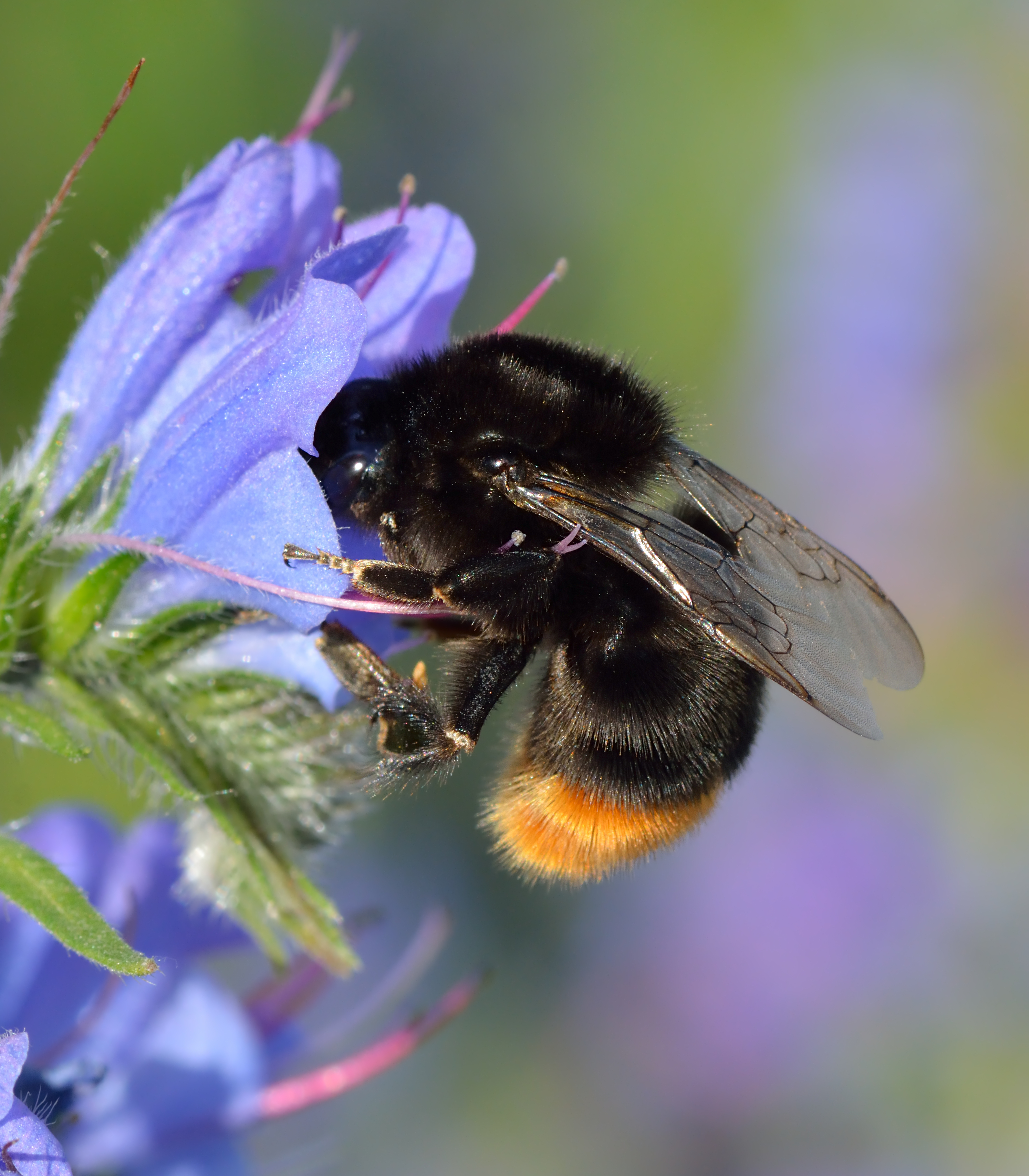

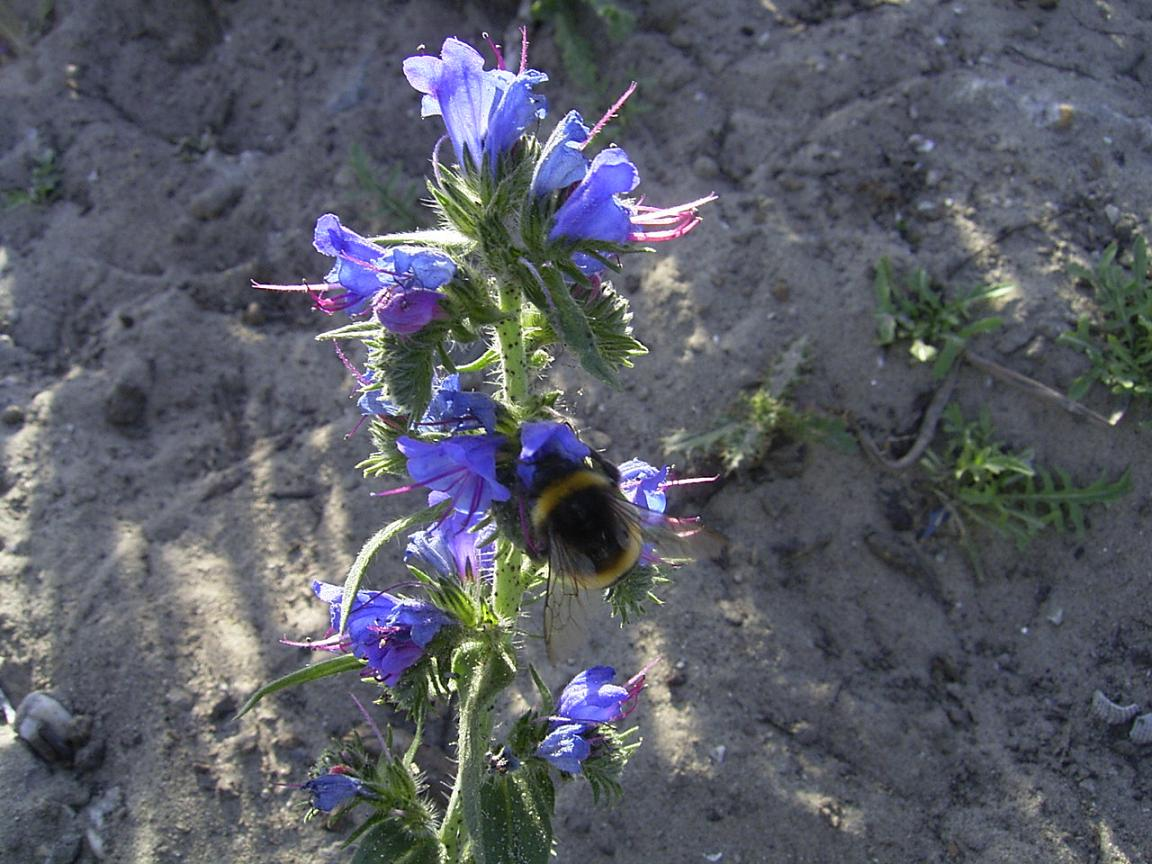
bloem
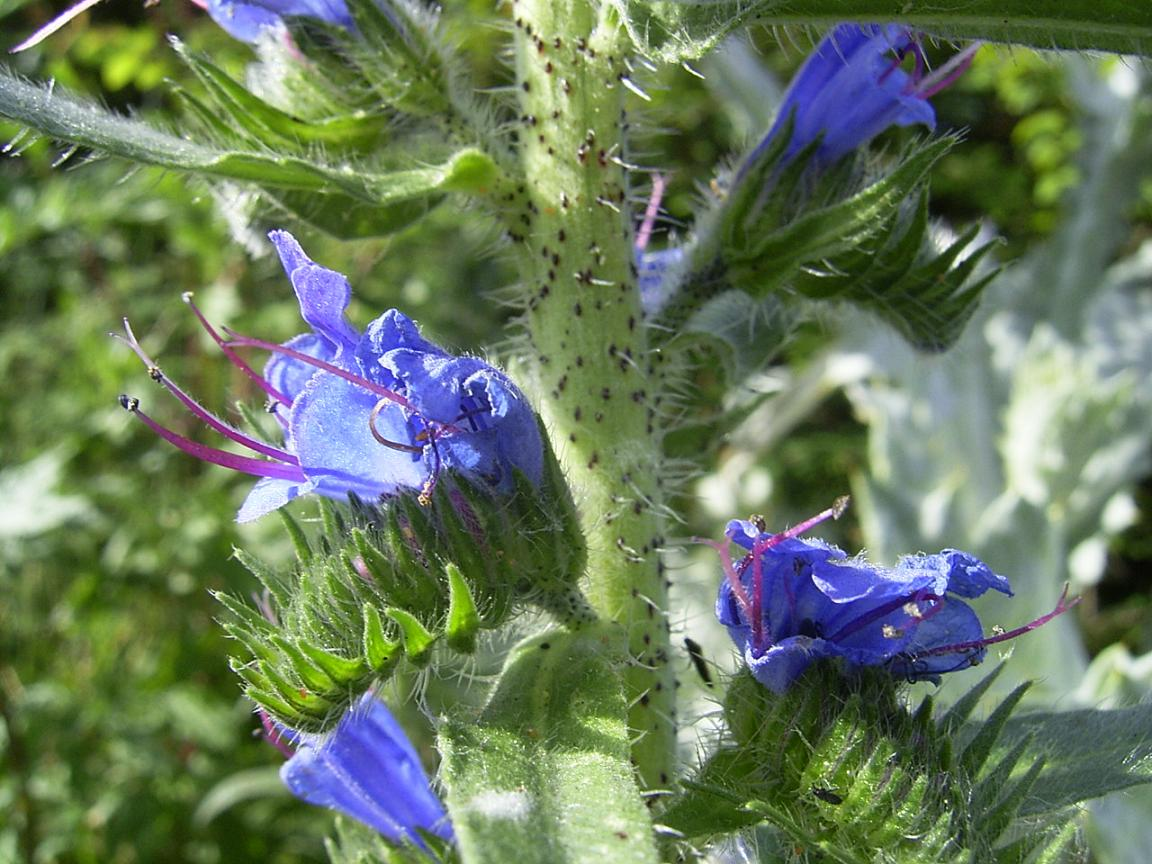
bloem
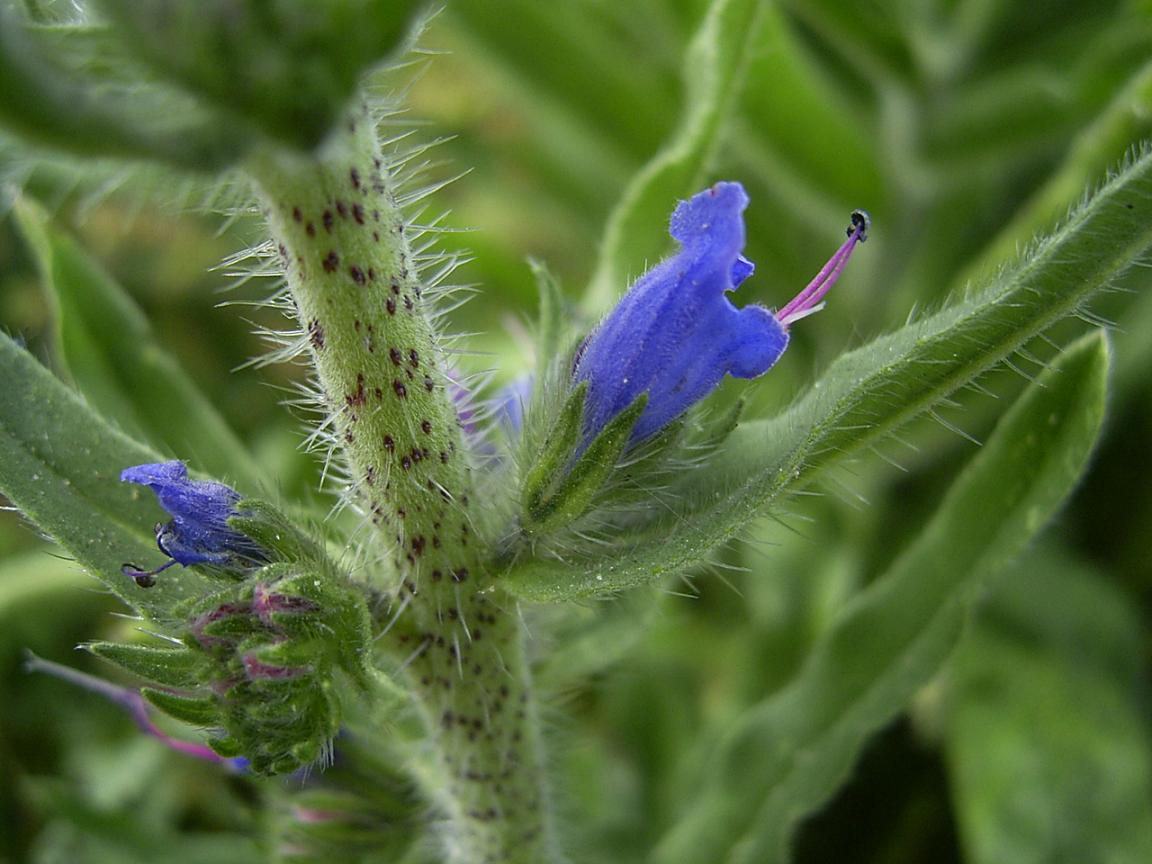
stengel
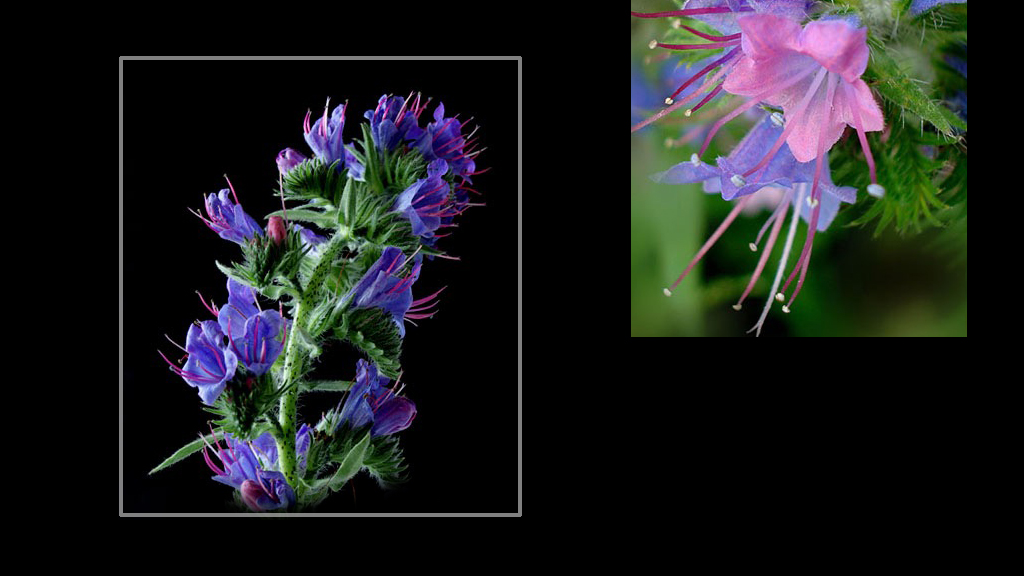
plant
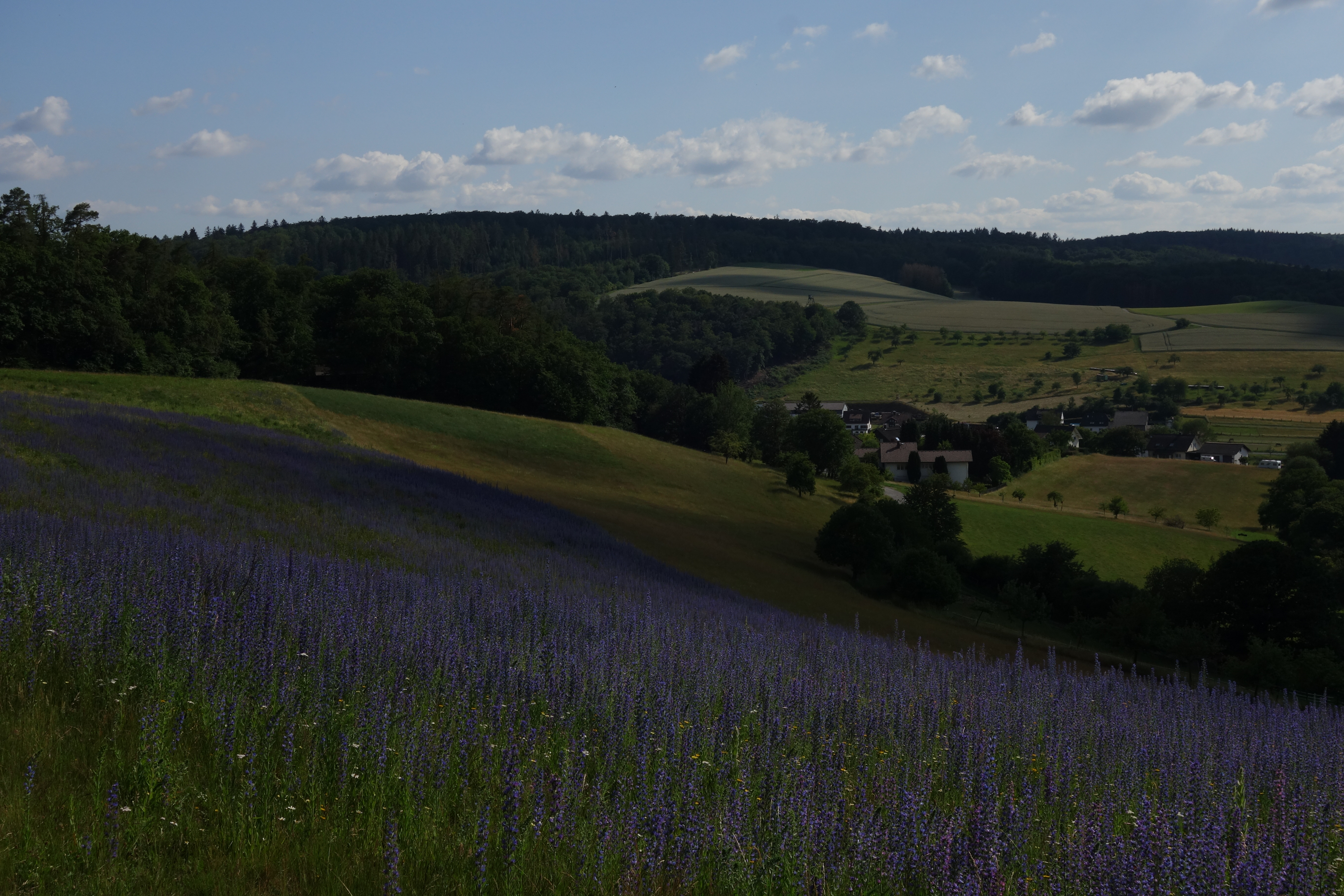
Uitgebreid voorkomen nabij Waldems-Wüstems in de Taunus